# 広沢好輝
広沢 好輝（ひろさわ よしてる、1971年5月25日 - ）は、三重県度会郡小俣町（現：伊勢市）出身の元プロ野球選手（内野手、右投左打）、俳優、スポーツライター。

## 来歴・人物
明野高では、2年時に春のセンバツに出場。初戦で近大附高に敗れた。また、高校の2学年先輩に大道典良がいた。
1989年のドラフト会議でヤクルトスワローズから6位指名を受け入団。
1994年に一軍初出場を果たす。
1995年は一軍出場なし。
1996年に阪神タイガースへ移籍した。
1997年限りで現役引退。
引退後は、俳優、スポーツニッポンの評論家として活動。阪神時代の同僚である新庄剛志とは同学年の親友であり（2年間ともにプレー）、長年自主トレーニングのパートナーを務めていたほか、新庄がメジャーリーグへ移籍した2001年には『週刊ベースボール』の新庄付特派員として派遣されていた。
2002年にのみ現役復帰し、アメリカ・カナダの独立リーグ・ノーザンリーグに加盟するオールバニー・コロニー・ダイヤモンドドッグスに在籍。4試合に出場して、打率.143、本塁打および打点なしの成績であった。
再度の引退後は地元の三重県に戻り、インターネットカフェの経営を行い、2011年に結婚。その後、家業を継ぎ松阪市のリサイクルショップ「リ・トライアングル」の二代目社長となっているほか事業を運営。
ヤクルト黄金時代に在籍するもファーム暮らしが主だったが、甘いマスクで人気があった。また、入団後は同姓の広澤克実の表記が「広沢克」となり移籍後も登録名を変更している。

## 詳細情報

### 年度別打撃成績
| 年 度     | 球 団     | 試 合 | 打 席 | 打 数 | 得 点 | 安 打 | 二 塁 打 | 三 塁 打 | 本 塁 打 | 塁 打 | 打 点 | 盗 塁 | 盗 塁 死 | 犠 打 | 犠 飛 | 四 球 | 敬 遠 | 死 球 | 三 振 | 併 殺 打 | 打 率 | 出 塁 率 | 長 打 率 | O P S |
| --------- | --------- | ----- | ----- | ----- | ----- | ----- | -------- | -------- | -------- | ----- | ----- | ----- | -------- | ----- | ----- | ----- | ----- | ----- | ----- | -------- | ----- | -------- | -------- | ----- |
| 1994      | ヤクルト  | 4     | 6     | 6     | 0     | 1     | 0        | 0        | 0        | 1     | 0     | 0     | 0        | 0     | 0     | 0     | 0     | 0     | 0     | 0        | .167  | .167     | .167     | .333  |
| 1996      | 阪神      | 6     | 2     | 2     | 0     | 0     | 0        | 0        | 0        | 0     | 0     | 1     | 0        | 0     | 0     | 0     | 0     | 0     | 0     | 0        | .000  | .000     | .000     | .000  |
| 通算：2年 | 通算：2年 | 10    | 8     | 8     | 0     | 1     | 0        | 0        | 0        | 1     | 0     | 1     | 0        | 0     | 0     | 0     | 0     | 0     | 0     | 0        | .125  | .125     | .125     | .250  |

### 記録
- 初出場・初先発出場：1994年9月9日、対横浜ベイスターズ20回戦（横浜スタジアム）、2番・遊撃手として先発出場
- 初打席：同上、1回表に有働克也から凡退
- 初安打：同上、単打
- 初盗塁：1996年9月15日、対横浜ベイスターズ24回戦（横浜スタジアム）、8回表（投手：佐々木主浩、捕手：秋元宏作）

### 背番号
- 59 （1990年 - 1995年）
- 57 （1996年 - 1997年）

## 関連情報

### 出演

#### 映画
- 万華鏡 -Kaleidoscope-（2001年、ケイエスエス）[7]

#### テレビ番組
ドラマ
- 相棒 pre season 第1話「刑事が警官を殺した!?」（2000年6月3日、テレビ朝日） - 広沢 役

スポーツ関連
- J-SPO（TBS）